# Campeonato de Fútbol Playa de la AFC 2011
El Campeonato de Fútbol Playa de la AFC fue un torneo de fútbol playa continental, que tuvo lugar del 27 de febrero al 4 de marzo de 2011, en Muscat Omán. La FIFA decidió cambiar la ubicación del campeonato a Muscat, debido al éxito de los Juegos Asiáticos de Playa 2010.
Los dos finalistas y el ganador del tercer puesto de play-off obtuvieron la calificación para representar a Asia en la Copa Mundial de Fútbol Playa FIFA 2011 en Ravenna, Italia son Japón, que ganó el campeonato por segunda vez consecutiva, Omán que terminó en segundo lugar, la calificación para Irán por primera vez en su historia que venciera a los Emiratos Árabes Unidos en el tercer lugar play off, para calificar terminando en el tercer lugar.

## Equipos participantes
| Equipos participantes | Equipos participantes | Equipos participantes | Equipos participantes  |
| --------------------- | --------------------- | --------------------- | ---------------------- |
| Omán                  | China                 | Irak                  | Emiratos Árabes Unidos |
| Indonesia             | Siria                 | Uzbekistán            | Baréin                 |
| Japón                 | Irán                  | Kuwait                |                        |

### Grupo A
| Equipo | Pts | PJ | PG | PG+ | PP | GF | GC | Dif |
| ------ | --- | -- | -- | --- | -- | -- | -- | --- |
| Omán   | 9   | 3  | 3  | 0   | 0  | 20 | 9  | +11 |
| China  | 6   | 3  | 2  | 0   | 1  | 9  | 4  | +5  |
| Irak   | 2   | 3  | 0  | 1   | 2  | 10 | 20 | -10 |
| Kuwait | 0   | 3  | 0  | 0   | 3  | 11 | 17 | -6  |

#### Grupo B
| Equipo | Pts | PJ | PG | PG+ | PP | GF | GC | DG  |
| ------ | --- | -- | -- | --- | -- | -- | -- | --- |
| Irán   | 5   | 2  | 1  | 1   | 0  | 10 | 4  | +6  |
| Japón  | 3   | 2  | 1  | 0   | 1  | 13 | 9  | +4  |
| Siria  | 0   | 0  | 0  | 2   | 3  | 4  | 14 | -10 |

### Grupo C
| Equipo                 | Pts | PJ | PG | PG+ | PP | GF | GC | Dif |
| ---------------------- | --- | -- | -- | --- | -- | -- | -- | --- |
| Emiratos Árabes Unidos | 9   | 3  | 3  | 0   | 0  | 12 | 3  | +9  |
| Baréin                 | 6   | 3  | 2  | 0   | 1  | 10 | 9  | +1  |
| Uzbekistán             | 3   | 3  | 1  | 0   | 2  | 11 | 9  | +2  |
| Indonesia              | 0   | 3  | 0  | 0   | 3  | 6  | 18 | -12 |

### Fase final
|  | Cuartos de final       | Cuartos de final   |                        |       | Semifinales        | Semifinales        |  |      | Final              | Final              |  |
|  | 2 de marzo de 2011     | 2 de marzo de 2011 |                        |       | 3 de marzo de 2011 | 3 de marzo de 2011 |  |      | 4 de marzo de 2011 | 4 de marzo de 2011 |  |
|  |                        |                    |                        |       |                    |                    |  |      |                    |                    |  |
|  |                        |                    |                        |       |                    |                    |  |      |                    |                    |  |
|  | Irán                   | 5                  |                        |       |                    |                    |  |      |                    |                    |  |
|  | Irán                   | 5                  |                        |       |                    |                    |  |      |                    |                    |  |
|  | Uzbekistán             | 3                  |                        |       |                    |                    |  |      |                    |                    |  |
|  | Uzbekistán             | 3                  |                        | Irán  | 2(0)               |                    |  |      |                    |                    |  |
|  |                        |                    |                        | Irán  | 2(0)               |                    |  |      |                    |                    |  |
|  |                        |                    | Omán                   | 2(1)  |                    |                    |  |      |                    |                    |  |
|  | Omán                   | 5                  | Omán                   | 2(1)  |                    |                    |  |      |                    |                    |  |
|  | Omán                   | 5                  |                        |       |                    |                    |  |      |                    |                    |  |
|  | Siria                  | 2                  |                        |       |                    |                    |  |      |                    |                    |  |
|  | Siria                  | 2                  |                        |       |                    |                    |  | Omán | 1                  |                    |  |
|  |                        |                    |                        |       |                    |                    |  | Omán | 1                  |                    |  |
|  |                        |                    | Japón                  | 2     |                    |                    |  |      |                    |                    |  |
|  | Japón                  | 6                  | Japón                  | 2     |                    |                    |  |      |                    |                    |  |
|  | Japón                  | 6                  |                        |       |                    |                    |  |      |                    |                    |  |
|  | Baréin                 | 2                  |                        |       |                    |                    |  |      |                    |                    |  |
|  | Baréin                 | 2                  |                        | Japón | 2                  |                    |  |      |                    |                    |  |
|  |                        |                    |                        | Japón | 2                  |                    |  |      |                    |                    |  |
|  |                        |                    | Emiratos Árabes Unidos | 1     |                    |                    |  |      |                    |                    |  |
|  | Emiratos Árabes Unidos | 5                  | Emiratos Árabes Unidos | 1     |                    |                    |  |      |                    |                    |  |
|  | Emiratos Árabes Unidos | 5                  |                        |       |                    |                    |  |      |                    |                    |  |
|  | China                  | 1                  |                        |       |                    |                    |  |      |                    |                    |  |
|  | China                  | 1                  |                        |       |                    |                    |  |      |                    |                    |  |
|  |                        |                    |                        |       |                    |                    |  |      |                    |                    |  |

| Bandera de Japón |
| Campeón Japón    |
| Segundo título   |

## Clasificados a la Copa Mundial de Fútbol Playa de 2011
| Bandera de Omán | Bandera de Japón | Bandera de Irán |
| Omán            | Japón            | Irán            |
| --------------- | ---------------- | --------------- |